# Фабрика Дурини (Комо)
Фабрика Дурини (итал. Fabbrica Durini) је насеље у Италији у округу Комо, региону Ломбардија.
Према процени из 2011. у насељу је живело 890 становника. Насеље се налази на надморској висини од 326 м.